# うつせみ (CAPSULEの曲)
「うつせみ」は、CAPSULEの曲である。2021年6月4日に公開されたアニメ映画『シドニアの騎士 あいつむぐほし』の挿入歌として使用され、公開後の同年6月25日にワーナーミュージック・ジャパンからデジタルシングルが発売された。シングルのタイトルは『うつせみ (映画「シドニアの騎士 あいつむぐほし」) Movie Version』となっている（「うつせみ」映画ver.と短縮して呼ばれる）。

## 背景
本楽曲は、発売の約1年前の2020年7月3日にYouTubeにて投稿された、映画『シドニアの騎士 あいつむぐほし』の特報動画にて初めて発表された。CAPSULEの作品としては、2015年9月2日のリパッケージアルバム『WAVE RUNNER(DELUXE EDITION)』の発売以来、初めて発表された楽曲であるが、シングル発売は2021年4月2日に同映画の本予告の第2弾で発表された主題歌「ひかりのディスコ」が先である。

## シングルのプロモーションについて

### Twitterでの楽曲シェアキャンペーン
発売日の日本時間6月25日0時から、7月8日23時59分までの2週間、対象となっていた音楽配信サービスのTwitterの楽曲シェア機能を使用して、ハッシュタグ「#うつせみCP」を入力して投稿した者の中から抽選で、5人に『シドニアの騎士』に登場する企業『東亜重工』のロゴマークがデザインされた『東亜重工オリジナルTシャツ』が、50人に映画『シドニアの騎士 あいつむぐほし』のポスターが贈呈された。

## シングルの収録内容
うつせみ (映画「シドニアの騎士 あいつむぐほし」) Movie Version
- 作詞・作曲・編曲：中田ヤスタカ
- アニメ映画『シドニアの騎士 あいつむぐほし』挿入歌